# Pyridoxal
Le pyridoxal est l'une des trois formes de vitamine B6, avec la pyridoxamine et la pyridoxine. Ces trois molécules sont converties dans l'organisme en phosphate de pyridoxal, qui est la forme biologiquement active de cette vitamine, intervenant comme cofacteur enzymatique dans des réactions du métabolisme des acides aminés, notamment de transamination, désamination et décarboxylation.